# クリス・ドールマン
クリス・ドールマン（Chris Dolman、1945年2月17日 - ）は、オランダの男性柔道家、プロレスラー、総合格闘家。北ホラント州アムステルダム出身。RINGS MEGA-BATTLE TOURNAMENT'92王者。
現役時代の得意技は、裸絞め・レッグロック。「赤鬼」の異名で呼ばれていた。

## 来歴
ジョン・ブルミンの経営するトゥン・イェン道場に入門し、柔道を始める。
アマチュア時代は、ヨーロッパ柔道選手権大会で銀メダル獲得や、ロシア人以外で初めてサンボ世界選手権で金メダルを獲得するなど、柔道、サンボでヨーロッパ屈指の強豪として名を馳せた。
初来日は1976年。アントニオ猪木の異種格闘技戦の相手であるオランダの柔道王ウィレム・ルスカのセコンドとして、新日本プロレスのリングに登場。この試合で戦意喪失のルスカに、タオルを投げ込む。
1981年、アムステルダムでノールールの「パンクラチオン」大会を主催。
1989年5月4日、第2次UWFの大阪スタヂアム大会で前田日明と対戦。リングス旗揚げの際には、新日本プロレスのオファーを断り前田に全面協力、リングス・オランダを設立。自らも選手として出場する他、弟子や一流格闘家を送り込むなど、指導者やマッチメーカーとしてもリングス発展に力を注いだ。
荒くれ者の多いオランダ勢もドールマンが共に来日する時には、割とおとなしくしていたほどの親分的存在でもあった。
1995年2月19日、リングス・オランダとしての初興行「Free Fight Gara」をアムステルダムで開催、自身も前田と戦い勝利。その後引退を表明し、4月2日のベースボール・マガジン社主催の東京ドーム興行「夢の懸け橋」で日本引退試合第1弾として前田と戦い敗北。4月28日、リングスでの山本宜久戦を最後に50歳で引退した。
現役引退後も格闘技の発展に尽力している（後述）。現在は、トム・ハーリックと共にドージョー・チャクリキ/パンクラチオン・ジムを経営。定期的に、リングスの名で大会を開催している。

### オランダ格闘技界での功績
リングスが旗揚げした時代、オランダ政府は総合格闘技等の拡大には消極的であった。格闘技大会を開くことも難しい状況の中で、ドールマンは政府と折衝を重ね、それを認めさせた。現在では、オランダにおいても総合格闘技やキックボクシング等の大会が数多く開催されている。
指導者としても知られ、ディック・フライやアリスター・オーフレイム、バス・ルッテン、ピーター・アーツ、ヴァレンタイン・オーフレイム、ギルバート・アイブル、ゲガール・ムサシら世界で活躍するオランダ人格闘家をあまた輩出している。

## 主な戦績
- 通算戦績 953戦947勝6敗（リングス戦績は17戦14勝3敗）
- 獲得したタイトル数は40

## 獲得タイトル
- グレコローマンレスリング
  - ベネルクス選手権 優勝（1966年）
  - ベネルクス選手権 優勝（1967年）
  - ベネルクス選手権 優勝（1968年）
  - ベネルクス選手権 優勝（1969年）
- 柔道
  - ヨーロッパ柔道選手権 準優勝（1974年）
  - ヨーロッパ柔道ユース選手権 優勝（1966年）
  - オランダ柔道ユース選手権 優勝（1965年）
- サンボ
  - サンボ世界選手権 優勝（1985年）
  - サンボ世界選手権 準優勝（1981年）
  - ワールドゲームズ 優勝（1985）
  - サンボ・ワールドカップ 優勝（1969年）
  - サンボ全米オープン選手権 優勝（1978年）
- リングス
  - リングスMEGA-BATTLE TOURNAMENT'92 優勝（1992年）